# Жълтеникав равнец
Жълтеникавият равнец (Achillea ochroleuca) е вид растение от семейство Сложноцветни (Asteraceae).
Таксонът е описан за пръв път от Якоб Фридрих Ерхарт през 1792 година.

## Вариетети
- Achillea ochroleuca var. parviflora